# Shengjing Finance Plaza
Shengjing Finance Plaza («Шэнцзин Файнэнс Плаза») — многофункциональный комплекс небоскрёбов, расположенный в китайском городе Шэньян. Построен в 2015—2022 годах в стиле модернизма. По состоянию на 2021 год башня № 2 являлась вторым по высоте зданием города после Forum 66 и входила в топ-60 самых высоких зданий Китая. Совладельцами комплекса являются местные компании — Shengjing Bank и крупный девелопер Liaoning Jingfeng Properties. 

## Структура
В состав комплекса Shengjing Finance Plaza входят две сверхвысокие башни (от 290 до 330 метров) и 13 башен пониже (от 190 до 210 метров).
- 68-этажная офисная и жилая башня T2 (334 м) построена в 2021 году. В небоскрёбе расположена штаб-квартира Shengjing Bank[4][5][6].
- 61-этажная офисная башня T1 (298 м) построена в 2022 году[7][8].
- 41-этажная офисная и жилая башня T3 (210 м) построена в 2022 году[9][10].
- Одиннадцать 60-этажных жилых башен (205 м) построены в 2018—2020 годах[11][12][13][14][15][16][17][18][19][20][21].
- 60-этажная жилая башня R3 (197 м) построена в 2020 году[22].
- Торговый центр и подземный паркинг